# Earias gigas
Earias gigas är en fjärilsart som beskrevs av Emilio Berio 1956. Earias gigas ingår i släktet Earias och familjen trågspinnare. Inga underarter finns listade i Catalogue of Life.